# Melanagromyza bonavistae
Melanagromyza bonavistae este o specie de muște din genul Melanagromyza, familia Agromyzidae, descrisă de Greathead în anul 1971. Conform Catalogue of Life specia Melanagromyza bonavistae nu are subspecii cunoscute.